# Et Haremsæventyr
Et Haremsæventyr è un cortometraggio muto del 1915 diretto da Holger-Madsen.
Vi appare, nel ruolo di Jessie, la ballerina tedesca Rita Sacchetto, che girò in Danimarca oltre una quindicina di film per la Nordinsk.

## Produzione
Il film fu prodotto dalla Nordisk Film Kompagni-

## Distribuzione
Il film, un cortometraggio, fu distribuito nelle sale cinematografiche danesi il 31 gennaio 1915. In Finlandia, uscì il 3 maggio 1915 con i titoli Haaremiseikkailu o Eräs haaremiseikkailu.